# Ketuvim
La raccolta del Kethubhiìm (Ketuvìm, pronuncia dell'ebraico כתובים, in italiano Scritti o raramente Agiografi) è composta da tredici libri del Tanakh della Bibbia ebraica (cfr Canone della Bibbia). Comprende scritti di varie categorie: salmi, libri di saggezza, annali storici.

## Tehillim - Salmi
Il significato del nome del libro è "lodi". I Tehillim sono una raccolta di 150 canti liturgici, composti in epoche diverse e attribuiti a ben dieci autori fra cui Mosè, Abramo, i figli di Korach e, ovviamente, Davide e Salomone. Uno, sullo Shabbat, anche ad Adamo.
Il libro, come la Torah, è suddiviso in cinque sezioni composte da una grande varietà di salmi: lodi (capp. 8, 19, 33, 100, 111-114), suppliche (capp. 3, 5, 21, 130), ringraziamenti (capp. 18, 30, 32, 129), testi in ordine alfabetico (capp. 25, 111, 119), brani riguardanti la saggezza e la morale e salmi storici (cap. 78), che discutono diversi argomenti e concetti.

## Mishle - Proverbi
Questo libro, in parte opera di re Salomone, appartiene a quella che viene comunemente chiamata letteratura sapienziale.
Si tratta di una raccolta di sentenze e consigli che incitano ad adottare una condotta virtuosa e a respingere il male. La saggezza poggia sulla fiducia in Dio; consiste nell'amare la Torà, nella pratica della giustizia e della Zedaqah, nell'osservanza della fedeltà coniugale e nell'evitare vizi quali l'orgoglio, l'avarizia e la pigrizia. La Saggezza è personificata nell'immagine di una donna (I, capp. 1. 8. 31) che si rivolge all'umanità.
Il libro si conclude con una poesia di considerevole bellezza, "Elogio alla Donna Virtuosa" (capp. 31, 10 - 31), che fa parte integrante della liturgia domestica ebraica del venerdì sera (cfr Shabbat).

## Iyov - Giobbe
È un'opera molto complessa, scritta in uno stile magnifico, analizzante alla tematica del male e, più particolarmente, della sofferenza di un giusto paragonata alla "serenità" di un malvagio. Iyov è un uomo ricco e virtuoso, ma Dio concede al Satan la possibilità di metterlo alla prova per accertarsi che la sua virtù e il suo comportamento siano del tutto disinteressati (capp. 1–2). Inizia allora una serie di poemi: tre amici di Iyov intervengono in difesa della tesi tradizionale sui rapporti tra bene e benessere, tra male e disgrazia. Secondo loro, se Iyov soffre è perché ha peccato e deve quindi pentirsi. Iyov protesta vivacemente e si ostina a dichiarare la sua innocenza (capp. 4–31). Compare allora Eliav (secondo alcuni Isacco) che critica i discorsi di Iyov e dei suoi amici sostenendo che Dio è la Giustizia suprema, benché certe sue azioni rimangono incomprensibili all'uomo; qualunque discussione sarebbe dunque inutile e la sofferenza umana è uno dei modi di Dio per istruire gli uomini (capp. 32–37).
Nell'ultima parte Dio stesso prende la parola, descrivendo le meraviglie della creazione e rimprovera Iyov per le sue lamentele (capp. 38–41) e gli amici di Iyov per i loro discorsi. Iyov ritrova la prosperità di cui godeva in passato.

## LeCinque Meghillot
Si tratta di cinque libri che vengono letti, essenzialmente a scopo liturgico, durante certe festività. Il significato del termine Meghillah è "rotolo" per indicare il rotolo di pergamena su cui viene scritta.

### Shir haShirim - Cantico dei Cantici
Il nome ebraico è un superlativo: è il canto per eccellenza. L'autore è re Salomone. Si tratta di un testo puramente simbolico poiché, se in apparenza può essere inteso come una poesia d'amore fra l'amato e la sua fidanzata, descrive invece il fortissimo sentimento che lega la nazione d'Israel a Dio.
Viene letto in sinagoga l'ottavo giorno della festa di Pesach e, in alcune comunità sefardite, tutti i venerdì sera.

### Rut - Rut
Si tratta di un breve testo, le cui vicende si situano all'epoca degli Shoftim.
Alla morte del suo marito, Rut, una moabita, insiste nel voler restare al fianco della suocera Naomi quando questa decide di tornare a Betlemme (cap. 1). Rut finirà per sposare Bòaz, un parente di Naomi.
Questo rotolo viene letto durante la festa di Shavuot, giorno della nascita del re David, discendente di Rut.

### Echa - Libro delle Lamentazioni
È una serie di cinque poemi che costituiscono una lamentela funebre sulla caduta di Gerusalemme e la distruzione del Bet haMiqdash (il Santuario). L'autore è il profeta Geremia (sebbene l'attribuzione non sia più considerata credibile) il quale, attraverso le sbarre della prigione a cui l'avevano costretto gli invasori babilonesi, detta questo triste canto al suo discepolo Baruch ben Neriyà.
Tutti i poemi (tranne il quinto) sono acrostici, ossia si presentano come una serie di strofe in ordine alfabetico.
Nel primo poema viene evocata la decadenza di Gerusalemme, che prende la parola per implorare il perdono divino. Dopo aver descritto il modo in cui la collera divina si è abbattuta sulla città (cap. 2), il poeta esprime la sua fiducia e la sua speranza (cap. 3). Il quarto capitolo tratta della punizione che incomberà sui sacerdoti e sui falsi profeti. Il quinto capitolo è un vibrante appello alla pietà di Dio.
Il libro viene letto il nove di Av.

### Qohelet - Qoelet
Il testo presenta le riflessioni di un saggio, che potrebbero essere riassunte con due parole della prima frase: hevel havalim, "vanità delle vanità". L'autore, che secondo la tradizione viene identificato nella persona di Re Salomone, fa un bilancio della vita umana. Accanto a un apparente pessimismo profondo, viene riaffermata la fede in Dio come unica salvezza dell'uomo.
Il libro è letto durante la festa di Sukkot.
In varie tradizioni bibliche viene anche reso con il titolo di Ecclesiaste.

### Ester - Ester
La storia si svolge a Susa, nell'antica Persia, sotto il regno di Achashverosh (Assuero).
Il re che, in stato di ubriachezza, aveva ordinato l'uccisione di sua moglie Vashti, prende in sposa Ester - bellissima donna ebrea educata e accudita dal cugino Mordechai - la quale, durante la sua permanenza al palazzo reale, non rivela mai le proprie origini.
Haman viene scelto come primo ministro e, con il consenso del re, emana un decreto di sterminio di tutti gli ebrei dell'impero.
Spinta da Mordechai, Ester ottiene l'annullamento del decreto. Haman viene impiccato e Mordechai, che un giorno aveva salvato la vita del re rivelandogli un complotto ordito contro di lui, viene poi magnificato come invece aveva desiderato il malvagio Haman per sé cercando di sconfiggere definitivamente gli ebrei compiendo anche la Lashon ha-ra.
L'ultimo capitolo descrive la felicità degli ebrei e fornisce alcuni dettagli della festa di Purim, durante la quale viene letto questo rotolo.

## Daniel - Daniele
Il libro ha la particolarità di essere parzialmente scritto in aramaico. Si tratta di uno scritto profetico ma, poiché composto dopo la chiusura dell'insieme dei Neviìm, non poté esservi integrato.
Daniel, giovane nobile ebreo esiliato in Babilonia, interpreta un sogno di Nevuchadnetzar (il sogno del "colosso dai piedi d'argilla"). I suoi compagni vengono gettati in una fornace per aver rifiutato di commettere un atto di idolatria. Riescono a uscirne indenni grazie alla protezione di Dio, del quale Nevuchadnetzar riconosce l'onnipotenza. Nel quinto capitolo, il profeta spiega a Belshatzar il significato di un enigma apparso miracolosamente su un muro durante un banchetto. Nel sesto capitolo, Daniel, gettato in una fossa di leoni, ne esce incolume grazie alla protezione di Dio. Successivamente, compare uno dei vari espliciti riferimenti a un'era apocalittica (cap. 12).

## 'Ezra e Nechemyà - Esdra e Neemia
Originariamente formavano un solo "corpus" ma oggi vengono letti separatamente. Si tratta di due testi che raccontano il ritorno degli ebrei a Gerusalemme dopo l'editto di Ciro e la loro opera di restaurazione: la ricostruzione del Beth Hamikdash (il Santuario) e la riorganizzazione spirituale. Nechemyà arriva a Gerusalemme in un secondo tempo rispetto a ‘Ezra, prendendo su di sé il compito di ricostruire le mura della città.

## Divré Hayamim I e II - Cronache I e II
Questi due libri, che originariamente ne formavano uno solo; consistono in una sintesi della storia del popolo ebraico da Adam alla fondazione del Regno di Israele, i suoi re e la sua scissione e caduta. Contiene una vasta serie di genealogie dei patriarchi e tutti di personaggi comparsi nella Torah.